# 909 v.Chr.
Het jaar 909 v.Chr. is een jaartal volgens de christelijke jaartelling.

## Gebeurtenissen

### China
- Koning Zhou xiao wang regeert over de Zhou-dynastie.

### Assyrische Rijk - Mesopotamië
- Koning Adad-nirari II (909 vC tot 889 vC) voert oorlog in Noord-Mesopotamië.